# Сутара
Сутара (рос. Сутара) — село у Облученському районі Єврейської автономної області Російської Федерації.
Входить до складу муніципального утворення Облученське міське поселення. Населення становить 7 осіб (2010).

## Історія
Згідно із законом від 26 листопада 2003 року органом місцевого самоврядування є Облученське міське поселення.

## Населення
| 2002 | 2010 |
| ---- | ---- |
| 103  | ↘7   |